# Pseudomops obscurus
Pseudomops obscurus es una especie de cucaracha del género Pseudomops, familia Ectobiidae. Fue descrita científicamente por Saussure en 1869.
Habita en Perú y Bolivia.